# Margaritaglas

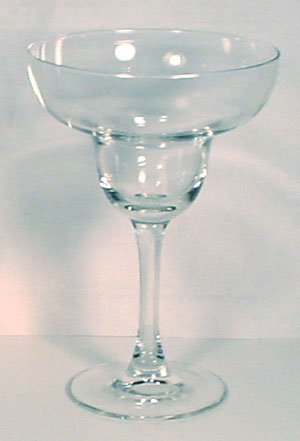
Margaritaglas.

Margaritasglas, även kallade coupetteglas, är ett dricksglas för drinkar som fått sitt namn efter drinken Margarita. Ett margaritaglas är en variant på ett champagneglas av coupemodell. Det står på fot och själva kärlet består av en lägre smalare del och en övre vidare.
I USA används glaset ofta även för att servera maträtter som räkcocktail och guacamole.